# Каульбарс
Каульбарс (нем. von Kaulbars) — баронский род остзейского дворянства.

## Происхождение и история рода
Происходит от вестфальского уроженца Симона Каульбарса (Johan Simeon von Kaulbars), жившего в первой половине XVI века. В XVII веке род переселился в Швецию, где впоследствии его представители занимали видное положение в армии и при дворе.
Шведский ротмистр Иоганн Каульбарс (1621—1693) в 1654 году приобрёл имение Легова в Лифляндии, став первым представителем рода, владеющим имениями на территории будущих Эстляндской и Лифляндской губерний. В дальнейшем родовыми имениями Каульбарсов считались Меддерс (ныне — Мыдрику), Брандтен и Раггафер в Эстляндии.
В связи с майоратным порядком наследования имений в Швеции в XVII—XVIII веках, младшие сыновья семей рода часто поступали на военную службу других государств. В частности, в конце XVII — начале XVIII века представители рода одновременно занимали высокие командные должности в армиях Швеции, Франции, Испании и Пруссии.
После вхождения Эстляндии в состав Российской империи часть рода, владеющая там имениями, приняла русское подданство. Род был внесён в дворянский матрикул Эстляндской губернии в 1746 году. В 1814 году по заказу Рейнгольда (Романа) Августа Каульбарса (Reinhold August von Kaulbars; 1767—1846), эстляндского ландрата, подполковника русской армии в отставке, в ревельском Вышгороде архитектором Энгелем был построен классицистический дворец (ныне резиденция канцлера юстиции Эстонии).
Генерал-майор Яков Романович Каульбарс (Jakob Ignaz von Kaulbars) (умер в 1779 г.), комендант города Владимир и генерал-поручик, георгиевский кавалер Карл Иванович (Karl Ludwig von Kaulbars) (1729—1787) состояли в XVIII веке на русской военной службе. Иоанн-Фридрих Каульбарс (Johan Fredrik von Kaulbars) (1689—1762), шведский генерал от кавалерии, губернатор Гётеборга, один из лидеров Партии шляп и бывший генерал-адъютант шведского короля Карла XII, получил в 1751 г. шведское баронское достоинство. Баронский титул был подтверждён за представителями российской ветви рода постановлениями Правительствующего Сената в 1844 и в 1847 году.
В настоящее время представители рода проживают в Германии и России.

## Описание герба
Герб дворян Каульбарсов (фамильный герб) (по Долгорукову)
В красном поле, между двумя пятиугольными серебряными звёздами, голубая перевязь, на коей изображён серебряный ёрш (нем. Kaulbarsch). 
На гербе дворянский шлем с тремя страусовыми перьями, среднее белое, правое голубое, левое красное. Намёт справа голубой, слева красный, подложенный серебром.
Герб баронов Каульбарс (Elgenstierna)
Щит четверочастного деления со средним наложенным щитом овальной формы и золотым окаймлением, на котором изображён фамильный герб. Первая часть щита — на голубом поле двойной (красно-золотой, красно-золотой) пояс, сверху — парящий золотой лапчатый крест, снизу — две золотые короны, одна возле другой. Вторая часть разделена на 2 неравные доли. Верхняя доля — большая: на красном поле золотой лев, держащий пучок стрел, восстающий из двух волнистых золотых поясов, нижняя доля — на голубом поле две золотые короны, одна возле другой. Третья часть — на золотом поле три (2, 1) голубых шара. Четвёртая часть — на голубом поле четыре серебряных правых перевязи, обременённых двенадцатью (1, 5, 5, 1) голубыми безантами. Поверх щита — шведская баронская корона, сверху — два коронованных шлема на красной драпировке. На первом — клейнод фамильного герба, на втором — красная роза (на зелёном стебле с двумя зелёными листьями) между двух знамён (справа — золотое, слева — красное), оба с золотыми ламбрекенами на золотых древках. Щитодержатели — на золотом постаменте две серые в яблоках лошади, смотрящие в сторону.

## Персоналии
- Каульбарс, Александр Васильевич (1844—1925) — генерал от кавалерии, один из зачинателей русской военной авиации, учёный-географ, регент Болгарии в 1883 г.
- Каульбарс, Алексей Александрович (род. 1964) — генерал-лейтенант таможенной службы. В 1998—2003 заместитель Председателя Государственного таможенного комитета. С 22 ноября 2018 года аудитор Счетной палаты Российской Федерации.
- Каульбарс, Василий Романович (1798—1888) — генерал-лейтенант, командир кавалерийской дивизии.
- Каульбарс, Евграф Романович (1862—1920) — генерал-майор по адмиралтейству, директор департамента Морского министерства.
- Каульбарс, Карл Иванович (1729—1787) — генерал-поручик, командир кавалерийской дивизии, адъютант и личный друг П. А. Румянцева.
- Каульбарс, Карл Романович (1802—1870) — генерал-лейтенант, командир кавалерийской дивизии.
- Каульбарс, Николай Васильевич (1842—1905) — генерал от инфантерии, военный писатель и картограф.
- Каульбарс, Эрнст (1798—1871) — генерал-майор, командир бригады.
- Каульбарс, Яков Романович (ум. 1779 г.) — генерал-майор, военный комендант г. Владимира.

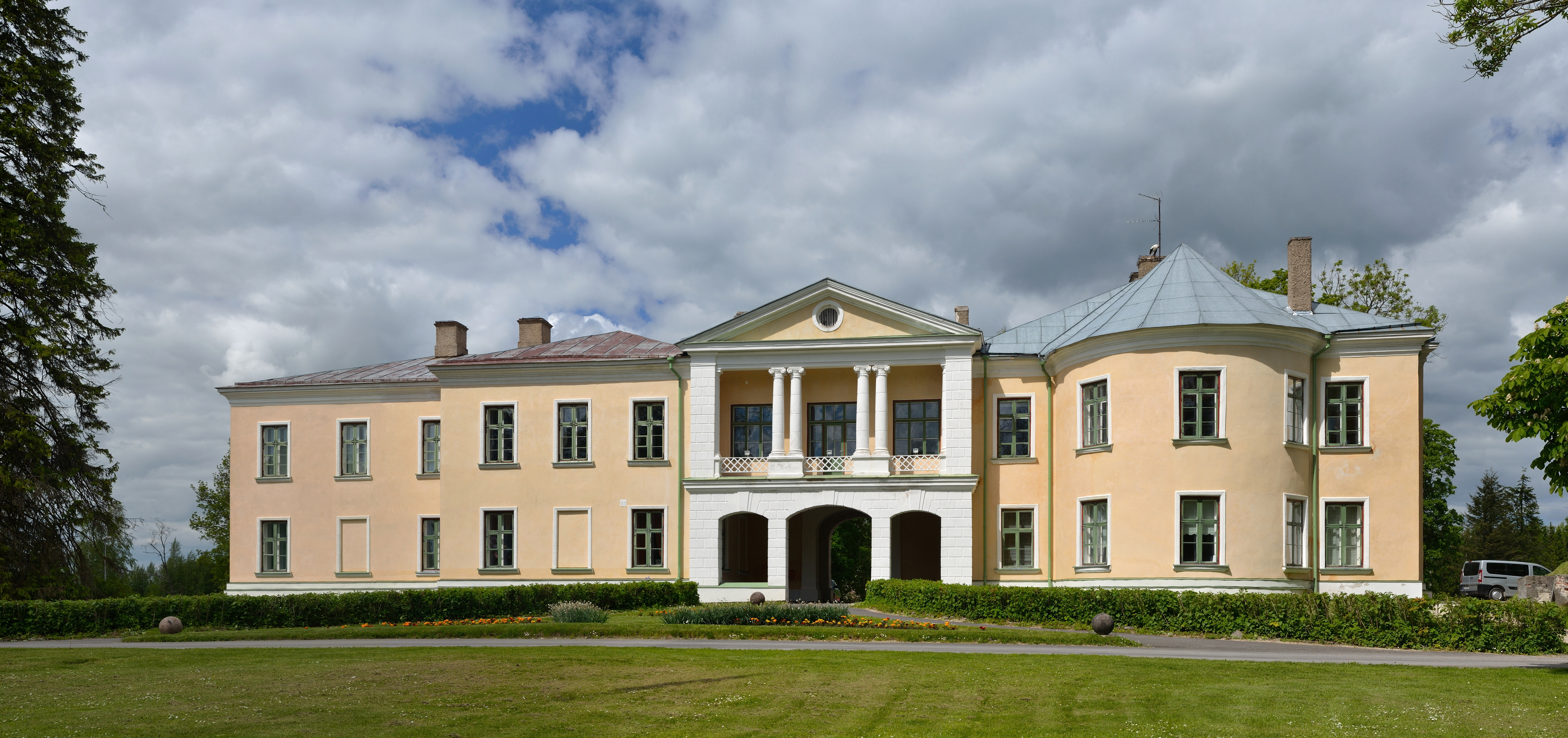
Усадьба Каульбарсов в Меддерсе